# Al otro lado (album)
Al otro lado è il secondo album in studio del musicista Hevia, pubblicato nel 2000 dall'etichetta Higher Octave. A livello internazionale è noto anche con il titolo di The Other Side, con cui è stato distribuito in alcuni paesi.
La penultima traccia, la Marcha del Dos de Mayo si riferisce alla ribellione spagnola contro le armate napoleoniche, il cosiddetto Levantamiento del 2 de mayo; secondo alcuni i reggimenti asturiani che nel 1808 marciarono contro i bonapartisti lo fecero al suono di questa marcia

## Tracce
1. Tanzila – 4:10
2. Fandangu los Llobos – 4:20
3. El Saltón – 4:12
4. Kyrie Eleison – 4:27
5. Mermuradora – 5:08
6. Baños de Budapest – 4:34
7. El Sitiu – 4:16
8. Rubiercos – 4:12
9. Son del Busgosu – 3:12
10. Si quieres que te cortexe – 6:09
11. Marcha del Dos de Mayo – 3:58
12. Alalá – 3:53